# إدواردو فرناندس أموريم
إدواردو فرناندس أموريم (بالبرتغالية: Eduardo Fernandes Amorim‏) هو لاعب كرة قدم برازيلي في مركز الوسط، ولد في 30 نوفمبر 1950 في مونتيس كلاروس في البرازيل. شارك مع منتخب البرازيل لكرة القدم. أما مع النوادي، فقد لعب مع سانتو أندريه ونادي كروزيرو ونادي كورينثيانز.

## وصلات خارجية
- إدواردو فرناندس أموريم على موقع الاتحاد الأوربي (الإنجليزية)
- إدواردو فرناندس أموريم على موقع قاعدة بيانات كرة القدم.إي يو (الإنجليزية)
- إدواردو فرناندس أموريم على موقع عالم كرة القدم.نت (الإنجليزية)